# 阳狮
阳狮集团，建于 1926 年，总部位于法国巴黎，是全球领先的广告与传播集团，截至 2024 年，该公司已成为全球收入最高、同时也是世界最大的广告与传播集团。

## 概述
阳狮创始人是馬塞爾·布洛斯坦·布蘭切特（1906-1996），在20世纪的80年代开始国际化和集团化运营，从单一的广告代理公司向多种市场营销服务和传播业发展，同时积极开拓法国以外的市场。到1987年，成为已经跻身世界排名前20位的传播业集团。1988年，阳狮集团与FCB结成联盟关系，共同开拓国际广告市场。
1996年，阳狮集团结束了与FCB的合作，独立在国际广告市场扩张网络。1999年，阳狮集团在76个国家和地区开展了业务，成为世界排名前10位的传播业集团。
进入21世纪，阳狮集团以并购国际大型广告公司和传播集团而闻名。2001年收购上奇广告（Saatchi & Saatchi）；2002年收购BCOM3集团（由李奥贝纳（Leo Burnett）、达美高（D'Arcy）和日本电通（Dentsu）成立的传播集团）；2003年完全收购实力传播集团（ZenithOptimedia）；2006年在中国整合实力传播（ZenithOptimedia）、星传媒体（Starcom MediaVest）的媒介业务成立博睿传播（China Media Exchange），成为中国第一大广告媒介采购集团。
- 2013年7月29日，全球第二及第三大廣告公司宏盟集團（Omnicom Group Inc.）及陽獅集團宣佈，以對等方式合併成全球最大廣告商，市值351億美元，合併後的公司會以陽獅宏盟集團（Publicis Omnicom Group）命名，宏盟擁有黃禾廣告（BBDO）、異言堂廣告（TBWA Worldwide）、恆美廣告（DDB Worldwide）等公司；Publicis則持有李奥贝纳广告（Leo Burnett）、廣告（Saatchi & Saatchi）及DigitasLBi等公司。公司將分別於紐交所及泛歐證券交易所（Euronext）上市，代號保留為ONC。但到了2014年5月，雙方宣布合併計劃告吹，陽獅與宏盟的合併最終未能實現。

2017 年，首席执行官 Maurice Lévy 取代Élisabeth Badinter 担任监事会主席， Arthur Sadoun接任首席执行官一职。
在2019年1月21日，陽獅集團宣布將旗下兩家拉丁美洲代理機構 NovaDigitas 和 Pixeldigital 出售給 BancroftX，以在集團旗下成立一家新的行銷公司 BancroftX。這項交易旨在整合資源並擴展市場影響力。
在2019年4月14日，陽獅集團宣布以44億美元收購數據行銷公司 Epsilon。
在2020年2月4日，陽獅集團印度（Publicis Groupe India）宣布將旗下現有代理機構——Arc Worldwide、Solutions 和 Ecosys OOH 合併，成立新的行銷公司「Publicis In-Motion」。 在2014年1月，陽獅集團（Publicis）收購了印度的廣告與數位代理機構 Law & Kenneth。
在2022年5月3日，陽獅集團宣布以44億美元收購電子商務軟體公司 Profitero。該公司為品牌提供數據分析服務，這項收購反映出隨著市場需求變化，越來越多行銷客戶尋求商務領域的整合服務。
在2022年9月，陽獅集團憑藉「Keep Stories Alive」活動，為越南贏得當年唯一的 Effie 獎項。
在2023年6月5日，陽獅集團宣布收購電子商務領域的領導企業 Corra。該公司被 Adobe 認可為北美頂尖商務公司之一。
在2025年6月，陽獅集團成功取得瑪氏公司（Mars Inc.）價值17億美元的全球媒體代理權。這筆交易是年度最大規模的廣告業變動之一，陽獅將負責瑪氏在全球70多個市場的媒體、製作、商務、付費社群與影響者行銷業務。此次合作也標誌著瑪氏與原代理商 WPP 長期合作關係的結束。

## 分支機構
阳狮集团以广告代理服务、媒介服务、媒体经营、公共关系服务和市场营销服务为主要业务。旗下的广告代理公司有阳狮（Publicis）、（Saatchi & Saatchi）、李奥贝纳（Leo Burnett）、Arc（原D'Arcy北美的通用（GM）部门和宝洁（P&G）部门）等；
媒介服务公司包括：实力传播集团（ZenithOptimedia）、星传媒体（Starcom MediaVest）等。
媒体经营主要在法国市场，主要有法国最早的音乐电视台TV6。还拥有MS&L公关服务（Manning Selvage & Lee）和Publicis Dialog客户关系和市场营销服务等。
阳狮集团在2000年进入中国大陆市场，目前拥有广告创意、媒介、公共关系、客户关系营销等多种服务，其进驻单位包括：
- 广告创意：
  - 盛世长城国际广告有限公司Saatchi & Saatchi；
  - 上海李奥贝纳广告有限公司Leo Burnett；
  - 阳狮广告公司Publicis；

- 媒介服务：
  - 阳狮锐奇 VivaKi Group
    - 实力媒体Zenith Media；
    - 星传媒体Starcom；
    - 博睿传播China Media Exchange

- 数字媒介:
  - 狄杰斯 Digitas;
  - 德诺 Denuo;

- 公共关系服务：
  - MS&L China；

- 客户关系营销：
  - Publicis Dialog；

## 外部連結
- 官方网站
- Official website: Nurun （页面存档备份，存于）